# Synsicyonis elongata
Synsicyonis elongata är en havsanemonart som först beskrevs av Hertwig 1888.  Synsicyonis elongata ingår i släktet Synsicyonis och familjen Actinostolidae. Inga underarter finns listade i Catalogue of Life.